# ITF Bogotá
Das ITF Bogotá (offiziell: Seguros Bolívar Open Bogotá) ist ein Tennisturnier des ITF Women’s Circuit, das in Bogotá, Kolumbien ausgetragen wird.

## Siegerliste

### Einzel
| Jahr                                          | Siegerin                 | Finalgegnerin                | Ergebnis       |
| --------------------------------------------- | ------------------------ | ---------------------------- | -------------- |
| ↓ Kategorie: $10.000 ↓                        |                          |                              |                |
| 2007                                          | Viky Núñez Fuentes       | Ingrid Várgas Calvo          | 7:5, 6:2       |
| ↓ Kategorie: $25.000 ↓                        |                          |                              |                |
| 2008                                          | Mariana Duque Mariño     | María Fernanda Álvarez Terán | 6:0, 6:4       |
| 2009                                          | Marina Giral Lores       | María Fernanda Álvarez Terán | 1:6, 6:4, 6:3  |
| 2010                                          | Paula Ormaechea          | Julia Cohen                  | 7:5, 6:1       |
| 2011                                          | Mariana Duque Mariño     | María Fernanda Álvarez Terán | 7:66, 4:6, 6:3 |
| 2012 und 2013 wurde kein Turnier ausgetragen! |                          |                              |                |
| ↓ Kategorie: $100.000+H ↓                     |                          |                              |                |
| 2014                                          | Lara Arruabarrena Vecino | Johanna Larsson              | 6:1, 6:3       |

### Doppel
| Jahr                                          | Siegerinnen                                 | Finalgegnerinnen                          | Ergebnis         |
| --------------------------------------------- | ------------------------------------------- | ----------------------------------------- | ---------------- |
| ↓ Kategorie: $10.000 ↓                        |                                             |                                           |                  |
| 2007                                          | Gabriela Mejía Tenorio Viky Núñez Fuentes   | Hannah Berner Nataly Yoo                  | 6:0, 6:1         |
| ↓ Kategorie: $25.000 ↓                        |                                             |                                           |                  |
| 2008                                          | Mariana Duque Mariño Viky Núñez Fuentes     | Mailen Auroux Nicole Clerico              | 6:3, 6:4         |
| 2009                                          | Karen Castiblanco Paula Zabala              | Maria Fernanda Alves Nicole Clerico       | 1:6, 6:1, [10:7] |
| 2010                                          | Andrea Gámiz Paula Ormaechea                | Mailen Auroux Karen Castiblanco           | 5:7, 6:4, [10:8] |
| 2011                                          | Andrea Gámiz Adriana Pérez                  | Julia Cohen Andrea Koch Benvenuto         | 6:3, 6:4         |
| 2012 und 2013 wurde kein Turnier ausgetragen! |                                             |                                           |                  |
| ↓ Kategorie: $100.000+H ↓                     |                                             |                                           |                  |
| 2014                                          | Lara Arruabarrena Vecino Florencia Molinero | Melanie Klaffner Patricia Mayr-Achleitner | 6:2, 6:0         |

## Quelle
- ITF Homepage